# Patología forestal

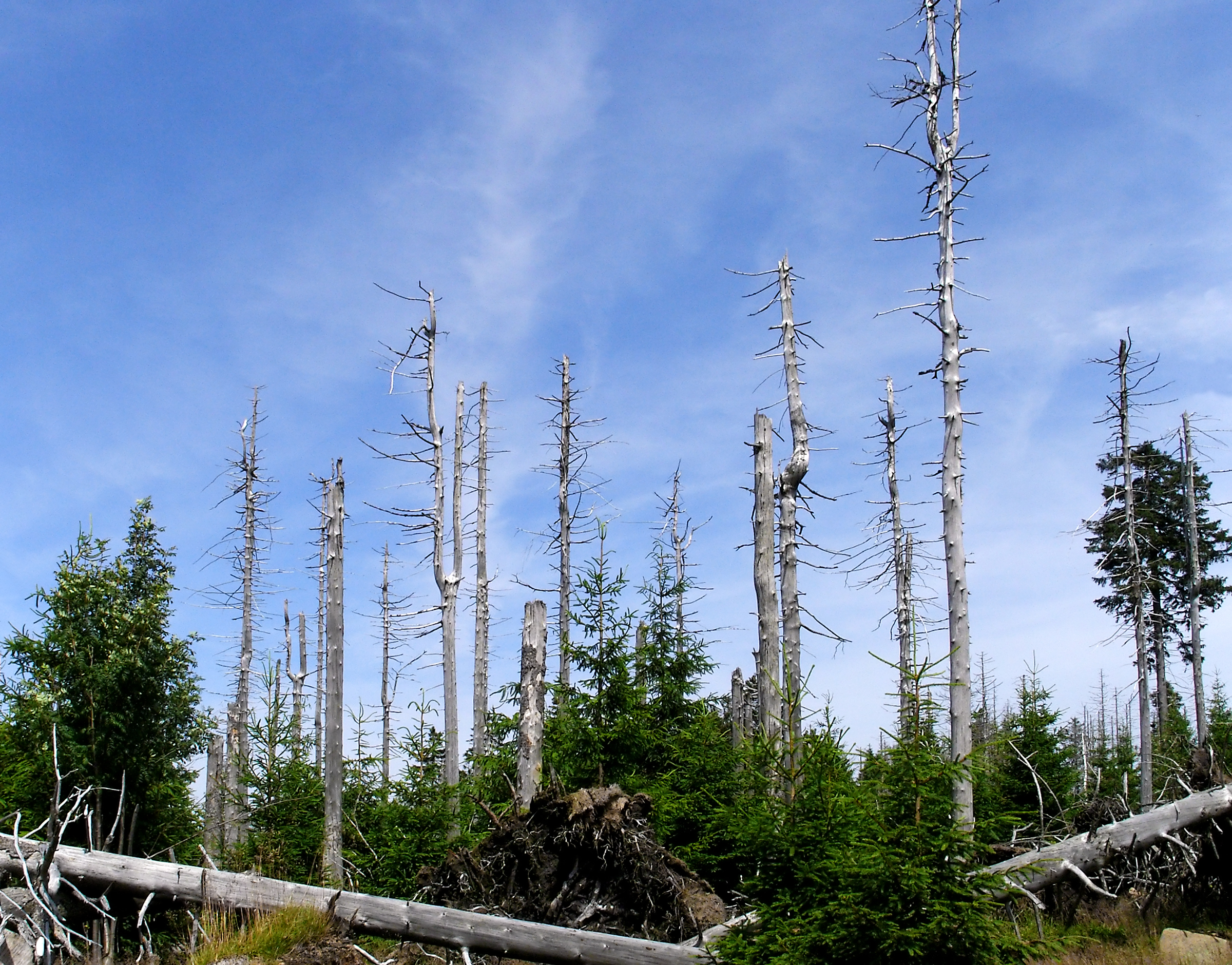
Abetos muertos y rebrote en el Parque Nacional de Harz.

La patología forestal es el estudio de enfermedades bióticas y abióticas que afectan la salud de los árboles o los bosques, principalmente patógenos fúngicos y sus vectores. Es un subcampo de la silvicultura y la fitopatología.
La palabra patología viene del griego antiguo pathos (πάθος) que significa "experiencia" o "sufrimiento", y logia (λογία), "relato de" o "estudio de". La patología forestal es parte del enfoque más amplio de la protección forestal.

## Factores abióticos
Existe un número de factores abióticos que pueden afectar la salud de los bosques, como los relacionados con la humedad del suelo —incluyendo sequía, secado invernal y anegamiento— o con la precipitación, incluyendo granizo, nieve, y tormenta. El viento también es un importante factor abiótico ya que el derribo por el viento (el desarraigo o la rotura de los árboles debido a fuertes vientos) causa una disminución evidente y directa de la estabilidad de un bosque o de sus árboles.
A menudo, los factores abióticos y bióticos afectarán un bosque al mismo tiempo. Por ejemplo, si la velocidad del viento llega a los 80 kilómetros por hora, muchos árboles que tienen pudrición de la raíz (causada por algún patógeno) son susceptibles de derribos. Para derribar árboles más sanos se necesitaría una velocidad del viento superior, de aproximadamente 125 km por hora.
Los incendios forestales y factores abióticos relacionados también afectan la salud de los bosques.
Los efectos de las actividades humanas a menudo cambian la predisposición de los bosques a daños por efectos abióticos y bióticos. Por ejemplo las propiedades del suelo pueden ser alteradas por el uso de maquinaria pesada.

## Factores bióticos
Los factores bióticos que pueden afectar la salud de los bosques incluyen:
- Fungi: Ascomycota, Basidiomycota y hongos imperfectos
- Oomycota: Phytophthora
- Bacteria
- Phytoplasma
- Virus
- Insectos
- Plantas parásitas

Entre los insectos que son pestes de bosques templados se cuentan: 
- Escarabajos de la corteza, incluyendo los de los géneros Ips y Dendroctonus.
- Escarabajos Ambrosia
- Cerambycidae
- Monja negra

Algunos de estos factores bióticos actúan en forma simbiótica. Por ejemplo el hongo Amylostereum areolatum es dispersado por la avispa de la madera Sirex. El hongo beneficia por acceder a árboles nuevos para subsistir, y las larvas de la avispa obtienen el alimento que necesitan para crecer.

## Parasitación por plantas de flor
Numerosas plantas pueden parasitar a los árboles mediante contacto entre las raíces. Muchas de estas plantas con capacidad de parasitación son originarias de zonas con climas tropicales y subtropicales.

## Animales
Animales como los nematodos, insectos (especialmente escarabajos de la corteza), y mamíferos pueden alimentarse de las hojas, ramas y corteza de los árboles. Es posible prevenir los  daños que causan con el uso de dispositivos de protección de árboles.
Parte de la patología forestal es la entomología forestal. La entomología forestal abarca el estudio de todos los insectos y artrópodos —como ácaros, ciempiés y milpiés— que viven e interactúan en los ecosistemas forestales, así como el manejo de las plagas de insectos que causan la degradación, la defoliación, defoliación regresiva de la corona, o la muerte de los árboles.
Así, el alcance de la entomología forestal es amplio e incluye:
- La documentación de todas las especies de insectos y artrópodos relacionados con los bosques naturales y artificiales, y el estudio y la ecología de estas especies.
- La descripción y evaluación de los daños en las estructuras del árbol (partes de un árbol) y a los bosques, los efectos sobre el paisaje y los productos de madera, la madera en uso, y otros servicios del ecosistema.
- La erradicación de las plagas de reciente introducción, o el manejo a largo plazo de las especies exóticas y de las plagas autóctonas establecidas, con el objetivo de minimizar las pérdidas en la calidad de la madera y la producción de madera, y para reducir la mortalidad de los árboles.
- Las evaluaciones de las operaciones forestales, o de los efectos de su manejo, sobre la fauna de invertebrados, y el alivio de los efectos adversos en estos invertebrados.[3]

## Patógenos que afectan los árboles
Existe un listado de en el Wikipedia inglés.
- Armillaria, un género de hongos que causan la podredumbre blanca, una enfermedad de la raíz
- Hymenoscyphus pseudoalbidus
- Cenangium
- Hymenoscyphus pseudoalbidus que puede ser una de las causas de Waldsterben
- Heterobasidion annosum que causa annosum o pudrición de la raíz roja, el patógeno más económicamente significativa en el hemisferio norte.
- Cancro del castaño
- Rickettsia, una posible causa del enverdecimiento de los cítricos
- Spiroplasma
- Grafiosis
- Phytophthora cambivora
- Agrilus planipennis
- Patología del olivo
- Escoba de bruja
- Cronartium ribicola
- Phytophthora cinnamomi que causa pudrición de la raíz
- Phytophthora ramorum que causa la "muerte repentina del roble"
- Poliporos
- Fomes fomentarius

## Signos y Síntomas
Los síntomas son el resultado de un patógeno:
- Mildiu
- Cancro
- Antracnosis
- Chlorosis
- Árboles borrachos
- Mortalidad de los árboles
- Agalla
- Anillado
- Hoja amarilla
- Pudrición de la raíz
- Virescencia
- Enfermedad del marchitamiento

Los signos son la presencia visible de una parte de un patógeno:
- Asca es una parte de un hongo ascomiceto.
- Seta es el cuerpo fructífero de un hongo.
- Hifa, conocido colectivamente como micelio
- Rizomorfo

## Detección de patología
La detección de la patología puede realizarse con perros entrenados, o máquinas, que tienen la capacidad de identificar los olores de los árboles. Es semejante al procedimiento que se utiliza para encontrar las trufas. También puede realizarse con el monitoreo de los árboles, y la identificación puede hacerse con talleres de árboles, o por expertos, tales como arbolistas, o incluso por los inexpertos que se apoyan en la ciencia popular o comunitaria.